# Inflató
L'inflató és una partícula hipotètica escalar, un tipus particular de bosó de Higgs, que, segons el model inflacionari, donà origen a la inflació; és a dir, la ràpida i dràstica acceleració en l'expansió de l'univers tan sols 10-35 segons després del big-bang. La seva massa pot arribar als 10¹⁶ GeV.
Segons la física de partícules, es tracta d'un camp escalar i la seva partícula associada, com el camp del bosó de Higgs electrofeble, però dotat d'una dinàmica molt diferent. En la fase d'inflació, la pressió de la inflació esdevé negativa i resta durant tot aquest període quasi constant amb el pas del temps, com la seva densitat, que pren també un valor constant, però oposat. Així, la inflació es comporta de manera similar a una constant cosmològica. També es troba en l'origen d'una fase d'expansió accelerada que permet a una petita regió homogènia de l'univers prendre dimensions considerables (immensament més grans que l'univers observable actualment), restant homogeni.